# 富山市立楡原中学校
富山市立楡原中学校（とやましりつ にれはらちゅうがっこう）は、富山県富山市にある市立中学校である。

## 沿革
個別に出典が提示されていない箇所の出典→
- 1947年（昭和22年）4月23日 - 組合立楡原中学校・猪谷中学校として開校。
- 1951年（昭和26年）9月16日 - 行幸記念碑建立[3]。
- 1954年（昭和29年）11月28日 - 講堂竣工[3]。
- 1956年（昭和31年）9月9日 - 校舎竣工[3]。
- 1961年（昭和36年）10月9日 - 完全給食実施[3]。
- 1967年（昭和42年） - 猪谷中学校を統合合併する。
- 1980年（昭和55年）6月 - 新校舎の建設に着手[4]。
- 1981年（昭和56年）4月 - 新校舎（鉄筋コンクリート造4階建て、延床面積約3,320m2[4]）・体育館落成。
- 1988年（昭和63年） - 漕艇部全国大会女子総合優勝。
- 1992年（平成4年） - 生徒指導推進モデル校区指定および富山県教育委員会より優良学校表彰（奉仕活動）。
- 2000年（平成12年） - グラウンド着工[5]。
- 2001年（平成13年）6月4日 - グラウンド完成[5]。
- 2005年（平成17年） - 市町村合併により富山市立楡原中学校（現校名）となる。
- 2006年（平成18年） - 全国中学選手権競漕大会女子ダブルスカル優勝。
- 2009年（平成21年） - 校舎改修工事が完了。全国中学選手権競漕大会男子シングルスカル・女子ダブルスカル優勝。
- 2011年（平成23年） - 全国中学選手権競漕大会女子ダブルスカル2位受賞。
- 2014年（平成26年） - 全国中学選抜ボート大会女子シングルスカル2位受賞。
- 2015年（平成27年） - 富山県教育委員会より優良学校表彰（小中連携）。
- 2017年（平成29年） - ユネスコスクール認定、創校70周年式典。
- 2018年（平成30年） - 元気とやまスポーツ賞受賞。全日本中学選手権競漕大会男子ダブルスカル優勝・女子ダブルスカル優勝。
- 2021年（令和3年） - とやま県民スポーツ賞受賞。全日本中学選手権競漕大会男子個人シングルスカル3位受賞。女子舵手付きクオドルプル3位受賞。
- 2022年（令和4年） - 全日本中学選手権競漕大会女子個人ダブルスカル3位受賞。

## 通学区域
東猪谷、舟渡、小糸、伏木、吉野、寺津、町長、布尻、今生津、芦生、西笹津、岩稲、割山、楡原、楡原1区、楡原高田、楡原3区、庵谷、片掛、猪谷、三井アパート、蟹寺、加賀沢

## 併設校
- 富山市立神通碧小学校

## 周辺
- 神通川
- 国道41号
- JR高山本線

## アクセス
- JR高山本線 楡原駅より徒歩約11分